# Teapot Dome-schandaal

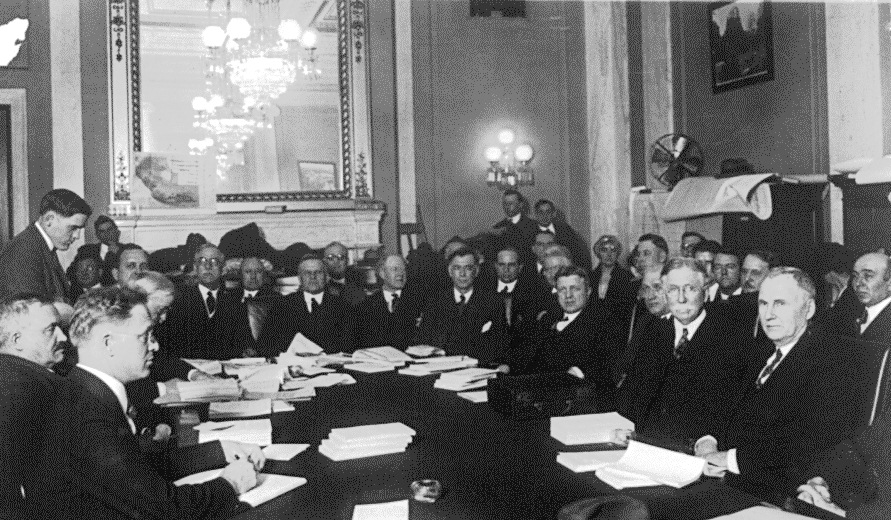
Oliebaron Edward L. Doheny (tweede van rechts) wordt ondervraagd door de Amerikaanse Senaat op 24 januari 1924

Het Teapot Dome-schandaal was een politiek corruptieschandaal in de Verenigde Staten in de jaren 1920. Het vond plaats onder het bestuur van president Warren Harding. Het draaide om minister van Binnenlandse Zaken Albert Fall, die de marineoliereserves in Teapot Dome in Wyoming en twee locaties in Californië tegen lage tarieven had verhuurd aan particuliere oliemaatschappijen zonder concurrerende biedingen. De huurcontracten waren het onderwerp van een onderzoek door senator Thomas J. Walsh. Fall werd veroordeeld voor het aannemen van steekpenningen van oliemaatschappijen en was daarmee het eerste lid van een Amerikaans presidentieel kabinet dat naar de gevangenis ging. Niemand werd echter veroordeeld voor het betalen van de steekpenningen.
Vóór het Watergateschandaal werd Teapot Dome beschouwd als het "grootste en meest sensationele schandaal in de geschiedenis van de Amerikaanse politiek". Het bracht blijvende schade toe aan de reputatie van het kabinet-Harding, die al was geschaad door de aanpak van de grote spoorwegstaking van 1922 en Hardings veto van 1922 op de Bonus Bill. 
Het Amerikaans Congres heeft vervolgens permanente wetgeving aangenomen waarmee het zichzelf de bevoegdheid geeft belastingaangiften van eender welke Amerikaanse burger op te vragen, ongeacht zijn of haar positie. Er wordt ook aangenomen dat deze wetten het Congres in het algemeen meer macht hebben gegeven.

## Vergelijking
Het Teapot Dome-schandaal wordt historisch gezien gezien als het ergste schandaal in de Verenigde Staten – het "hoogtepunt" van corruptie binnen het kabinet. Het wordt vaak gebruikt als maatstaf voor vergelijking met latere schandalen. In het bijzonder is het vergeleken met het Watergateschandaal, waarbij een kabinetslid, procureur-generaal John N. Mitchell, naar de gevangenis ging, de tweede keer in de Amerikaanse geschiedenis dat een kabinetslid werd opgesloten. Tijdens de eerste regering-Trump vergeleken nieuwsorganisaties het vermeende wangedrag van leden van het kabinet van Trump, en specifiek van minister van Binnenlandse Zaken Ryan Zinke, met het Teapot Dome-schandaal.